# Vitalfunktionen
Als Vitalfunktionen (lateinisch vita ‚Leben‘ und lateinisch functio ‚Verrichtung‘) werden in der Medizin die Körperfunktionen zur Sicherung der Lebensvorgänge eines Organismus' bezeichnet.
Vitalfunktionen erster Ordnung sind die Atmung und Herz-Kreislauf-Funktion, im weiteren Sinne auch die Hirnfunktion (Bewusstsein). Vitalfunktionen zweiter Ordnung sind u. a. der Wasser-Elektrolyt- und Säure-Basen-Haushalt, die Nierenfunktion und der Wärmehaushalt.
Die Kontrolle der Vitalfunktionen ist wesentlicher Bestandteil des diagnostischen Blocks im Rahmen der lebensrettenden Sofortmaßnahmen. Eine Störung der Vitalfunktionen führt zu einer Minderversorgung des Gehirns mit Sauerstoff, wodurch die Gefahr eines Hirntodes besteht. Alle Maßnahmen im Rahmen der Ersten Hilfe bei einem Notfall zielen dabei auf die Sicherstellung der Vitalfunktionen bzw. bei der Herz-Lungen-Wiederbelebung auf deren künstlichen Ersatz. Neben den Sofortmaßnahmen ist auch das schnelle Herbeirufen (Notruf) des Rettungsdienstes einschließlich des Notarztes entscheidend.
Als quasi „umgekehrte“ Diagnostik ist das Beurteilen so genannter sicherer Todeszeichen bei der Leichenschau zu sehen, welche, wenn vorhanden, nicht zusammen mit Vital- oder Lebenszeichen auftreten können.
Die Feststellung von Vitalzeichen waren historisch vor allem bei Unklarheit darüber, ob ein meist länger Schwerkranker nun tatsächlich verstorben war, eine wichtige diagnostische Hilfe. Dies waren insbesondere folgende Symptome:
- ein beschlagender Spiegel vor Mund und Nase (feuchte Atemluft)
- Bewegung von Seifenschaum auf Lippen oder Nasenlöchern (Atemzugbewegungen)
- bis eine halbe Stunde nach intravenöser Injektion einer Fluorescein-Lösung bei Quarzlicht charakteristisch leuchtende Bindehaut oder Schleimhaut (noch leidlich funktionierender Blutkreislauf)
- bei Verletzung von Stauungsvenen oder eines abgeschnürten Fingers eintretende Blutung (Blutkreislauf)
- bei der Augenspiegelung weiter sichtbare Arterien der Netzhaut (anhaltende Durchblutung aufgrund des Blutkreislaufs)
- weiterhin bestehende Reflexe (v. a. Hornhaut- und Pupillenreflex)
- die Nicht-Angleichung der Körper- an die Umgebungstemperatur (Stoffwechsel, Kreislauf)
- bei stärkerer Reizung der Haut Blasenbildung oder Rötung (Stoffwechsel, Nerventätigkeit)
- Ausschläge auf dem Elektrokardiogramm oder Elektroenzephalogramm (weiter bestehende Herzerregung bzw. Hirnaktivität)

Heutzutage ist Rettungspersonal verpflichtet, keine Zeit mit der Prüfung eventueller positiver Lebenszeichen zu verlieren und bis zum Auftreten der sicheren Todeszeichen davon auszugehen, dass die Person noch lebt, und entsprechende Reanimationsversuche zu unternehmen.